# STS-105
La STS-105 è una missione spaziale del Programma Space Shuttle.

## Equipaggio
- Comandante: Scott Horowitz (4)
- Pilota: Frederick Sturckow (2)
- Specialista di missione: Daniel Barry (3)
- Specialista di missione: Patrick Forrester (1)

### Equipaggio in partenza per la ISS (Expedition 3)
- Comandante ISS Expedition 3: Frank Culbertson (3)
- Ingegnere di volo ISS: Michail Vladislavovič Tjurin (1)
- Ingegnere di volo ISS: Vladimir Nikolaevič Dežurov (2)

### Equipaggio di rientro dalla ISS (Expedition 2)
- Comandante ISS Expedition 2: Jurij Vladimirovič Usačëv (4)
- Ingegnere di volo ISS: James Voss (5)
- Ingegnere di volo ISS: Susan Helms (5)

Tra parentesi il numero di voli spaziali completati da ogni membro dell'equipaggio, inclusa questa missione.

## Parametri della missione
- Massa:
  - Navetta al lancio: 116.914 kg
  - Navetta al rientro: 100.824 kg
  - Carico utile: 9.072 kg
- Perigeo: 373 km
- Apogeo: 402 km
- Inclinazione: 51,6°
- Periodo: 92,3 minuti

### Attracco con l'ISS
- Aggancio: 12 agosto 2001, 18:41:46 UTC
- Sgancio: 20 agosto 2001, 14:51:30 UTC
- Durata attracco: 9 giorni, 20 ore, 9 minuti e 44 secondi

### Passeggiate spaziali
- Barry e Forrester  - EVA 1
  - Inizio EVA 1: 16 agosto 2001 - 13:58 UTC
  - Fine EVA 1: 16 agosto 2001 - 20:14 UTC
  - Durata: 6 ore e 16 minuti
- Barry e Forrester  - EVA 2
  - Inizio EVA 2: 18 agosto 2001 - 13:42 UTC
  - Fine EVA 2: 18 agosto 2001 - 19:11 UTC
  - Durata: 5 ore e 29 minuti